# Ukraine aux Jeux olympiques d'hiver de 2022
L'Ukraine participe aux Jeux olympiques d'hiver de 2022 à Pékin en Chine du 4 au 20 février 2022. Il s'agit de sa huitième participation à des Jeux d'hiver.

## Participation
Aux Jeux olympiques d'hiver de 2022, les athlètes de l'équipe d'Ukraine participent aux épreuves suivantes : 

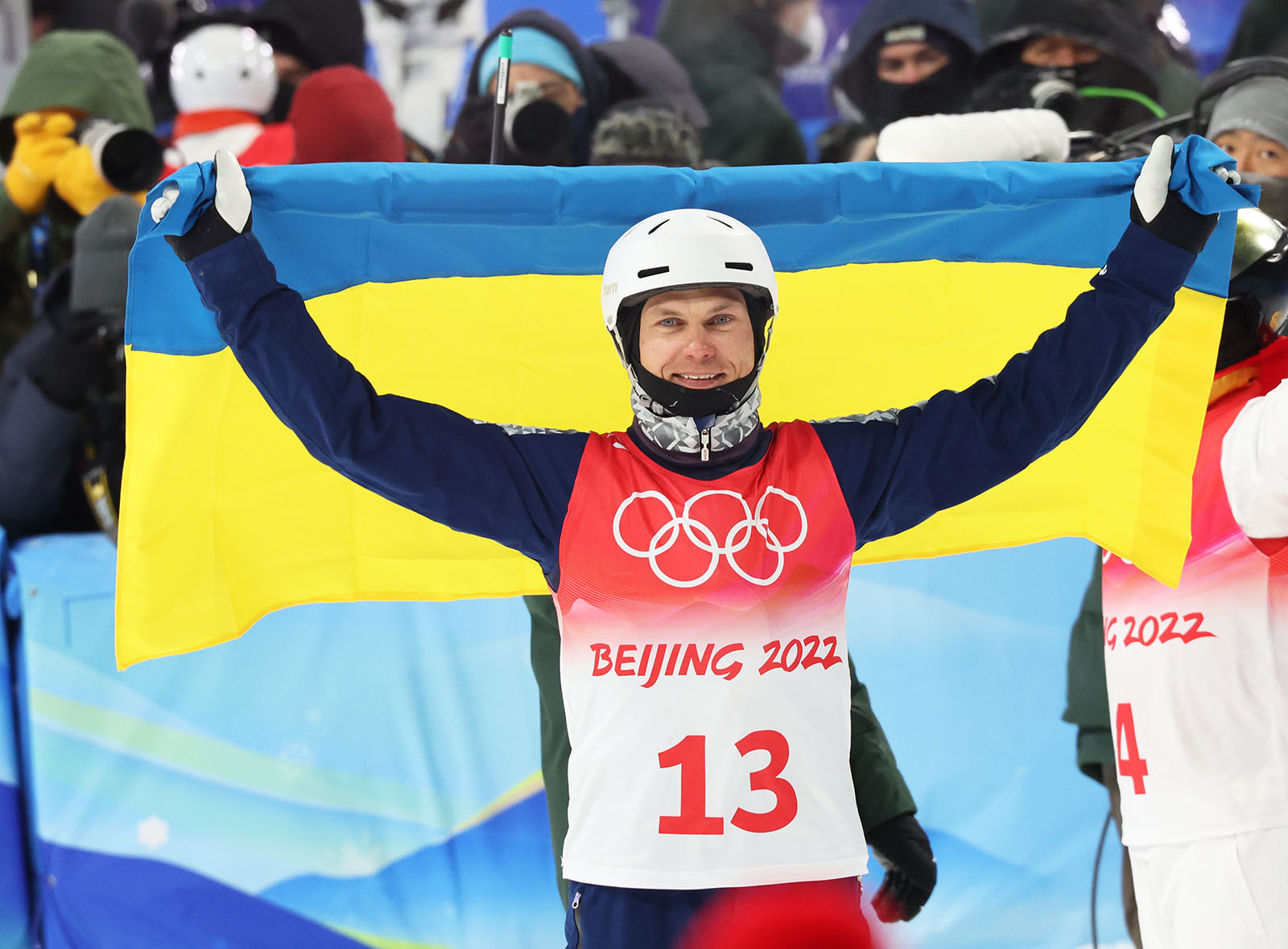
Oleksandr Abramenko, médaillé d'argent en ski acrobatique.

| Sport               | Hommes | Femmes | Total |
| ------------------- | ------ | ------ | ----- |
| Biathlon            | 5      | 5      | 10    |
| Bobsleigh           | 0      | 1      | 1     |
| Combiné nordique    | 1      | 0      | 1     |
| Luge                | 4      | 2      | 6     |
| Patinage artistique | 3      | 3      | 6     |
| Saut à ski          | 3      | 0      | 3     |
| Short-track         | 1      | 1      | 2     |
| Skeleton            | 1      | 0      | 1     |
| Ski acrobatique     | 3      | 3      | 6     |
| Ski alpin           | 1      | 1      | 2     |
| Ski de fond         | 2      | 5      | 7     |
| Snowboard           | 0      | 1      | 1     |
| Total               | 24     | 21     | 45    |

## Médaillés
| Sport           | Discipline   | Athlète(s)          | Performance   | Date       |
| --------------- | ------------ | ------------------- | ------------- | ---------- |
| Ski acrobatique | Sauts hommes | Oleksandr Abramenko | 116,50 points | 16 février |

## Résultats

### Biathlon
| Anton Dudchenko   | 54 min 54 s 9 | 4 (1+0+1+2) | 50e | 26 min 51 s 6 | 2 (2+0) | 50e | 43 min 36 s 5 | 3 (2+0+1+0) | 23e | -             | -           | -   |
| Dmytro Pidruchnyi | 51 min 49 s 3 | 3 (0+1+1+1) | 18e | 25 min 19 s   | 1 (0+1) | 13e | 42 min 45 s 9 | 5 (1+2+2+0) | 13e | 42 min 16 s 2 | 7 (0+3+2+2) | 24e |
| Artem Pryma       | 53 min 36 s 2 | 4 (1+2+0+1) | 37e | 25 min 19 s 8 | 1 (0+1) | 15e | 42 min 59 s 8 | 6 (2+2+2+0) | 18e | 43 min 12 s 6 | 7 (2+1+3+1) | 28e |
| Bogdan Tsymbal    | 55 min 19 s   | 4 (3+0+1+0) | 55e | 26 min 59 s   | 3 (3+0) | 66e | -             | -           | -   | -             | -           | -   |

| Darya Blashko         | Forfait       | Forfait     | Forfait | -             | -       | -   | -             | -           | -   | -             | -           | -  |
| Yuliia Dzhima         | 45 min 34 s 4 | 2 (0+1+0+1) | 10e     | 21 min 51 s 8 | 1 (0+1) | 8e  | 37 min 36 s 2 | 4 (1+0+1+2) | 13e | 41 min 43 s 7 | 3 (1+0+2+0) | 7e |
| Anastasiya Merkushyna | -             | -           | -       | 22 min 31 s 6 | 1 (1+0) | 24e | 38 min 37 s 2 | 2 (1+0+0+1) | 25e | -             | -           | -  |
| Iryna Petrenko        | 45 min 42 s 2 | 0 (0+0+0+0) | 11e     | 23 min 11 s 7 | 2 (2+0) | 40e | 43 min 3 s 7  | 4 (1+1+2+0) | 55e | -             | -           | -  |
| Valj Semerenko        | Abandon       | Abandon     | Abandon | -             | -       | -   | -             | -           | -   | -             | -           | -  |

| Athlètes                                                            | Épreuve | Temps             | Pénalité | Rang |
| ------------------------------------------------------------------- | ------- | ----------------- | -------- | ---- |
| Bogdan Tsymbal Artem Pryma Anton Dudchenko Dmytro Pidruchnyi        | Hommes  | 1 h 23 min 31 s 5 | 4+12     | 9e   |
| Olena Pidhrushna Yuliia Dzhima Anastasiya Merkushyna Iryna Petrenko | Femmes  | 1 h 14 min 4 s 1  | 1+6      | 7e   |
| Yuliia Dzhima Yuliia Dzhima Artem Pryma Valj Semerenko              | Mixte   | 1 h 10 min 21 s 7 | 4+15     | 13e  |

### Bobsleigh
| Athlètes * : pilote | Épreuve | Course 1     | Course 1 | Course 2     | Course 2 | Course 3     | Course 3 | Course 4     | Course 4 | Total         | Total |
| Athlètes * : pilote | Épreuve | Temps        | Rang     | Temps        | Rang     | Temps        | Rang     | Temps        | Rang     | Temps         | Rang  |
| ------------------- | ------- | ------------ | -------- | ------------ | -------- | ------------ | -------- | ------------ | -------- | ------------- | ----- |
| Lidiia Hunko        | Monobob | 1 min 6 s 34 | 18e      | 1 min 7 s 84 | 20e      | 1 min 7 s 47 | 20e      | 1 min 7 s 45 | 19e      | 4 min 29 s 10 | 20e   |

### Combiné nordique
| Athlète          | Épreuve          | Saut à ski | Saut à ski | Saut à ski | Ski de fond   | Ski de fond | Total         | Total |
| Athlète          | Épreuve          | Distance   | Points     | Rang       | Temps         | Rang        | Temps         | Rang  |
| ---------------- | ---------------- | ---------- | ---------- | ---------- | ------------- | ----------- | ------------- | ----- |
| Dmytro Mazurchuk | Tremplin normal, | 87,0 m     | 82,5       | 35e        | 27 min 8 s 3  | 35e         | 30 min 30 s 3 | 36e   |
| Dmytro Mazurchuk | Grand tremplin,  | 116,0 m    | 83,5       | 33e        | 27 min 35 s 4 | 33e         | 31 min 20 s 4 | 32e   |

### Luge
| Athlètes                                                     | Épreuve          | Course 1      | Course 1 | Course 2      | Course 2 | Course 3      | Course 3    | Course 4    | Course 4    | Total          | Total |
| Athlètes                                                     | Épreuve          | Temps         | Rang     | Temps         | Rang     | Temps         | Rang        | Temps       | Rang        | Temps          | Rang  |
| ------------------------------------------------------------ | ---------------- | ------------- | -------- | ------------- | -------- | ------------- | ----------- | ----------- | ----------- | -------------- | ----- |
| Olena Stetskiv                                               | Monoplace femmes | 59 s 663      | 21e      | 59 s 586      | 19e      | 59 s 963      | 27e         | Éliminée    | Éliminée    | 2 min 59 s 212 | 22e   |
| Yulianna Tunytska                                            | Monoplace femmes | 59 s 690      | 22e      | 59 s 844      | 23e      | 59 s 571      | 24e         | Éliminée    | Éliminée    | 2 min 59 s 105 | 21e   |
| Anton Dukach                                                 | Monoplace hommes | 58 s 873      | 25e      | 58 s 726      | 18e      | 58 min 408 s  | 19e         | Éliminé     | Éliminé     | 2 min 56 s 007 | 22e   |
| Andriy Mandziy                                               | Monoplace hommes | 1 min 1 s 082 | 32e      | 58 s 706      | 17e      | 58 min 346 s  | 17e         | Éliminé     | Éliminé     | 2 min 58 s 134 | 27e   |
| Ihor Stakhiv Andrii Lysetskyi                                | Biplace (hommes) | 59 s 983      | 14e      | 1 min 0 s 080 | 15e      | Non disputé   | Non disputé | Non disputé | Non disputé | 2 min 0 s 063  | 15e   |
| Yulianna Tunytska Anton Dukach Ihor Stakhiv Andrii Lysetskyi | Relais mixte     | 1 min 1 s 123 | 8e       | 1 min 4 s 244 | 13e      | 1 min 4 s 237 | 12e         | Non disputé | Non disputé | 3 min 9 s 604  | 11e   |

### Patinage artistique
| Athlète                            | Épreuve           | Programme court Danse originale | Programme court Danse originale | Programme libre Danse libre | Programme libre Danse libre | Total    | Total    |
| Athlète                            | Épreuve           | Points                          | Rang                            | Points                      | Rang                        | Points   | Rang     |
| ---------------------------------- | ----------------- | ------------------------------- | ------------------------------- | --------------------------- | --------------------------- | -------- | -------- |
| Ivan Chmouratko                    | Individuel hommes | 78,11                           | 22e                             | 127,65                      | 24e                         | 205,76   | 24e      |
| Anastasiia Shabotova               | Individuel femmes | 48,68                           | 30e                             | Éliminée                    | Éliminée                    | Éliminée | Éliminée |
| Oleksandra Nazarova Maksym Nikitin | Danse sur glace   | 65,53                           | 20e                             | 97,34                       | 18e                         | 162,87   | 20e      |

### Patinage de vitesse sur piste courte (short-track)
| Athlète        | Épreuve        | Série       | Série       | Quart de Finale | Quart de Finale | Demi-finale | Demi-finale | Finale Finale B | Finale Finale B |
| Athlète        | Épreuve        | Temps       | Rang        | Temps           | Rang            | Temps       | Rang        | Temps           | Rang            |
| -------------- | -------------- | ----------- | ----------- | --------------- | --------------- | ----------- | ----------- | --------------- | --------------- |
| Oleh Handei    | 500 m hommes   | 44 s 163    | 4e          | Éliminé         | Éliminé         | Éliminé     | Éliminé     | Éliminé         | 27e             |
| Uliana Dubrova | 1 500 m femmes | Non disputé | Non disputé | 2 min 26 s 832  | 6e              | Éliminée    | Éliminée    | Éliminée        | 32e             |

### Saut à ski
| Athlète              | Épreuve          | Qualification | Qualification | Qualification | Finale   | Finale   | Finale   | Finale   | Finale  | Finale  | Finale  | Finale  |
| Athlète              | Épreuve          | Qualification | Qualification | Qualification | 1er saut | 1er saut | 1er saut | 2e saut  | 2e saut | 2e saut | Total   | Total   |
| Athlète              | Épreuve          | Distance      | Points        | Rang          | Distance | Points   | Rang     | Distance | Points  | Rang    | Points  | Rang    |
| -------------------- | ---------------- | ------------- | ------------- | ------------- | -------- | -------- | -------- | -------- | ------- | ------- | ------- | ------- |
| Anton Korchuk        | Tremplin normal, | 67,5 m        | 38,0          | 52e           | Éliminé  | Éliminé  | Éliminé  | Éliminé  | Éliminé | Éliminé | Éliminé | Éliminé |
| Yevhen Marusiak      | Tremplin normal, | 73,0 m        | 49,8          | 48e           | 91,5 m   | 97,4     | 47e      | Éliminé  | Éliminé | Éliminé | Éliminé | Éliminé |
| Vitaliy Kalinichenko | Grand tremplin,  | 118,0 m       | 94,2          | 42e           | 122,5 m  | 106,0    | 44e      | Éliminé  | Éliminé | Éliminé | Éliminé | Éliminé |
| Anton Korchuk        | Grand tremplin,  | 82,5 m        | 25,4          | 56e           | Éliminé  | Éliminé  | Éliminé  | Éliminé  | Éliminé | Éliminé | Éliminé | Éliminé |
| Yevhen Marusiak      | Grand tremplin,  | 104,0 m       | 76,0          | 49e           | 111,0 m  | 81,6     | 50e      | Éliminé  | Éliminé | Éliminé | Éliminé | Éliminé |

### Skeleton
| Athlètes              | Course 1     | Course 1 | Course 2     | Course 2 | Course 3     | Course 3 | Course 4     | Course 4 | Total        | Total |
| Athlètes              | Temps        | Rang     | Temps        | Rang     | Temps        | Rang     | Temps        | Rang     | Temps        | Rang  |
| --------------------- | ------------ | -------- | ------------ | -------- | ------------ | -------- | ------------ | -------- | ------------ | ----- |
| Vladyslav Heraskevych | 1 min 1 s 63 | 18e      | 1 min 1 s 58 | 16e      | 1 min 1 s 62 | 18e      | 1 min 1 s 45 | 17e      | 4 min 6 s 28 | 18e   |

### Ski acrobatique
| Athlète             | Épreuve | Qualification | Qualification | Qualification | Qualification | Finale   | Finale   | Finale   | Finale   | Finale   | Finale                             |
| Athlète             | Épreuve | Saut 1        | Saut 1        | Saut 2        | Saut 2        | Saut 1   | Saut 1   | Saut 2   | Saut 2   | Saut 3   | Saut 3                             |
| Athlète             | Épreuve | Points        | Rang          | Points        | Rang          | Points   | Rang     | Points   | Rang     | Points   | Rang                               |
| ------------------- | ------- | ------------- | ------------- | ------------- | ------------- | -------- | -------- | -------- | -------- | -------- | ---------------------------------- |
| Oleksandr Abramenko | Hommes  | 120,36        | 5e            | -             | -             | 123,53   | 5e       | 116,50   | 2e       | 240,03   | Médaille d'argent, Jeux olympiques |
| Dmytro Kotovskyi    | Hommes  | 73,89         | 24e           | 114,03        | 9e            | Éliminé  | Éliminé  | Éliminé  | Éliminé  | Éliminé  | 25e                                |
| Oleksandr Okipniuk  | Hommes  | 92,76         | 22e           | 125,00        | 1er           | 122,01   | 9e       | Éliminé  | Éliminé  | Éliminé  | 9e                                 |
| Anastasiya Novosad  | Femmes  | Forfait       | Forfait       | Forfait       | Forfait       | Forfait  | Forfait  | Forfait  | Forfait  | Forfait  | Forfait                            |
| Olga Polyuk         | Femmes  | 68,76         | 20e           | 68,76         | 16e           | Éliminée | Éliminée | Éliminée | Éliminée | Éliminée | 22e                                |

### Ski alpin
| Athlète         | Épreuve  | 1re manche    | 1re manche  | 2e manche   | 2e manche   | Total         | Total   |
| Athlète         | Épreuve  | Temps         | Rang        | Temps       | Rang        | Temps         | Rang    |
| --------------- | -------- | ------------- | ----------- | ----------- | ----------- | ------------- | ------- |
| Ivan Kovbasnyuk | Slalom   | Abandon       | Abandon     | Éliminé     | Éliminé     | Éliminé       | Éliminé |
| Ivan Kovbasnyuk | Super G  | Non disputé   | Non disputé | Non disputé | Non disputé | 1 min 25 s 56 | 32e     |
| Ivan Kovbasnyuk | Descente | Non disputé   | Non disputé | Non disputé | Non disputé | 1 min 48 s 09 | 33e     |
| Ivan Kovbasnyuk | Combiné  | 1 min 49 s 13 | 21e         | 55 s 30     | 14e         | 2 min 44 s 43 | 14e     |

| Athlète               | Épreuve      | 1re manche   | 1re manche  | 2e manche    | 2e manche   | Finale        | Finale   |
| Athlète               | Épreuve      | Temps        | Rang        | Temps        | Rang        | Temps         | Rang     |
| --------------------- | ------------ | ------------ | ----------- | ------------ | ----------- | ------------- | -------- |
| Anastasiya Shepilenko | Slalom       | Abandon      | Abandon     | Éliminée     | Éliminée    | Éliminée      | Éliminée |
| Anastasiya Shepilenko | Slalom géant | 1 min 5 s 95 | 45e         | 1 min 6 s 38 | 40e         | 2 min 12 s 33 | 39e      |
| Anastasiya Shepilenko | Super G      | Non disputé  | Non disputé | Non disputé  | Non disputé | 1 min 19 s 60 | 37e      |

### Ski de fond
| Athlète            | Épreuve                   | Classique         | Classique         | Libre             | Libre             | Total             | Total |
| Athlète            | Épreuve                   | Temps             | Rang              | Temps             | Rang              | Temps             | Rang  |
| ------------------ | ------------------------- | ----------------- | ----------------- | ----------------- | ----------------- | ----------------- | ----- |
| Oleksii Krasovskyi | Skiathlon (15 km + 15 km) | 45 min 22 s 6     | 58e               | A concédé un tour | A concédé un tour | A concédé un tour | 58e   |
| Ruslan Perekhoda   | Skiathlon (15 km + 15 km) | A concédé un tour | A concédé un tour | A concédé un tour | A concédé un tour | A concédé un tour | 64e   |
| Oleksii Krasovskyi | 15 km classique           | Non disputé       | Non disputé       | Non disputé       | Non disputé       | 44 min 59 s 8     | 77e   |
| Ruslan Perekhoda   | 15 km classique           | Non disputé       | Non disputé       | Non disputé       | Non disputé       | 45 min 5 s 6      | 78e   |

| Athlète                                                          | Épreuve                     | Classique     | Classique   | Libre             | Libre             | Total               | Total |
| Athlète                                                          | Épreuve                     | Temps         | Rang        | Temps             | Rang              | Temps               | Rang  |
| ---------------------------------------------------------------- | --------------------------- | ------------- | ----------- | ----------------- | ----------------- | ------------------- | ----- |
| Maryna Antsybor                                                  | Skiathlon (7,5 km + 7,5 km) | 27 min 8 s 4  | 57e         | 25 min 8 s 3      | 56e               | 52 min 54 s         | 56e   |
| Yuliia Krol                                                      | Skiathlon (7,5 km + 7,5 km) | 27 min 57 s 6 | 60e         | 28 min 22 s 9     | 62e               | 57 min 4 s 4        | 62e   |
| Viktoriia Olekh                                                  | Skiathlon (7,5 km + 7,5 km) | 28 min 26 s 8 | 62e         | 25 min 47 s 3     | 60e               | 54 min 55 s 7       | 60e   |
| Daria Rublova                                                    | Skiathlon (7,5 km + 7,5 km) | 29 min 59 s 6 | 64e         | A concédé un tour | A concédé un tour | A concédé un tour   | 63e   |
| Maryna Antsybor                                                  | 10 km classique             | Non disputé   | Non disputé | Non disputé       | Non disputé       | 32 min 36 s 5       | 58e   |
| Valentyna Kaminska                                               | 10 km classique             | Non disputé   | Non disputé | Non disputé       | Non disputé       | 35 min 42 s 7       | 79e   |
| Viktoriia Olekh                                                  | 10 km classique             | Non disputé   | Non disputé | Non disputé       | Non disputé       | 34 min 58 s 1       | 76e   |
| Maryna Antsybor                                                  | 30 km libre                 | Non disputé   | Non disputé | Non disputé       | Non disputé       | 1 h 35 min 31 s 3   | 37e   |
| [Viktoriia Olekh                                                 | 30 km libre                 | Non disputé   | Non disputé | Non disputé       | Non disputé       | 1 h 46 min 22 s 1   | 58e   |
| Viktoriya Olekh Valentyna Kaminska Maryna Antsybor Daria Rublova | Relais 4 × 5 km             | Non disputé   | Non disputé | Non disputé       | Non disputé       | Ont concédé un tour | 18e   |

| Athlète                             | Épreuve            | Qualification | Qualification | Quart de finale | Quart de finale | Demi-finale    | Demi-finale | Finale    | Finale   |
| Athlète                             | Épreuve            | Temps         | Rang          | Temps           | Rang            | Temps          | Rang        | Temps     | Rang     |
| ----------------------------------- | ------------------ | ------------- | ------------- | --------------- | --------------- | -------------- | ----------- | --------- | -------- |
| Oleksii Krasovskyi                  | Individuel hommes  | 3 min 5 s 52  | 64e           | Éliminé         | Éliminé         | Éliminé        | Éliminé     | Éliminé   | Éliminé  |
| Ruslan Perekhoda                    | Individuel hommes  | 2 min 59 s 34 | 46e           | Éliminé         | Éliminé         | Éliminé        | Éliminé     | Éliminé   | Éliminé  |
| Oleksii Krasovskyi Ruslan Perekhoda | Par équipes hommes | Non disputé   | Non disputé   | Non disputé     | Non disputé     | 20 min 48 s 40 | 9e          | Éliminés  | 17e      |
| Maryna Antsybor                     | Individuel femmes  | 3 min 33 s 80 | 54e           | Éliminée        | Éliminée        | Éliminée       | Éliminée    | Éliminée  | Éliminée |
| Valentyna Kaminska                  | Individuel femmes  | 3 min 44 s 10 | 70e           | Éliminée        | Éliminée        | Éliminée       | Éliminée    | Éliminée  | Éliminée |
| Viktoriya Olekh                     | Individuel femmes  | 3 min 42 s 78 | 69e           | Éliminée        | Éliminée        | Éliminée       | Éliminée    | Éliminée  | Éliminée |
| Maryna Antsybor Yuliya Krol         | Par équipes femmes | Non disputé   | Non disputé   | Non disputé     | Non disputé     | 25 min 46 s 04 | 9e          | Éliminées | 18e      |

### Snowboard
| Athlète         | Épreuve | Qualification | Qualification | Huitième de finale | Quart de finale | Demi-finale | Finale     | Finale   |
| Athlète         | Épreuve | Temps         | Rang          | Adversaire         | Adversaire      | Adversaire  | Adversaire | Rang     |
| --------------- | ------- | ------------- | ------------- | ------------------ | --------------- | ----------- | ---------- | -------- |
| Annamari Dancha | Femmes  | 1 min 37 s 79 | 36e           | Éliminée           | Éliminée        | Éliminée    | Éliminée   | Éliminée |